# Астуріас (футбольний клуб)
«Астуріас» (ісп. Club de Fútbol Asturias) — мексиканський футбольний клуб із столиці країни — Мехіко.

## Історія

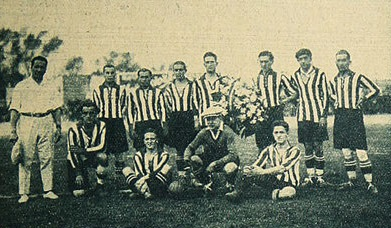
«Астуріас» - «Коло-Коло» (1927 рік)

«Астуріас» офіційно заснований 7 лютого 1918 року переселенцями з іспанської області Астурія. Клуб існував і раніше, тричі грав у фіналі кубка. В епоху аматорського футболу вісім разів виграв кубок (рекорд Мексики) та двічі чемпіонат країни. 1 березня 1936 новозбудований «Парк Астуріас» відкривали в товариській грі з бразильським «Ботафогу». За суперників грали знамениті майстри Карвалью Лейте та Леонідас да Сілва. Господарі перемогли 4:2.
В першому сезоні ліги Майор «Астуріас» та «Реал Еспанья» набрали однакову кількість очок - по 27, був призначений додатковий матч за перше місце. 4:1 перемога «Астуріаса», два м'ячі у переможців забив Роберто Абальяй. Через розбіжності з національною федерацією у 1950 році вийшов з ліги. На даний час у клубі існують секції з тенісу, гольфу, плавання та деяких інших видів спорту.

## Титули та досягнення

### Аматорська епоха
- Чемпіон (2): 1923, 1939
- Віце-чемпіон (3): 1928, 1934, 1938
- Володар кубка (8): 11922, 1923, 1924, 1934, 1937, 1939, 1940, 1941
- Фіналіст кубка (6): 1910, 1914, 1915, 1919, 1925, 1936

### Професіональна епоха
- Чемпіон (1): 1944

## Статистика
Статистика виступів в чемпіонаті Мексики:
| Сезон              | Місце              | Матчі | Перемоги | Нічиї | Поразки | Різниця м'ячів | Очки |
| ------------------ | ------------------ | ----- | -------- | ----- | ------- | -------------- | ---- |
| 1943/44            | 1                  | 19    | 13       | 3     | 3       | 61 - 33        | 29   |
| 1944/45            | 5                  | 24    | 12       | 2     | 10      | 72 - 66        | 26   |
| 1945/46            | 10                 | 30    | 12       | 4     | 14      | 71 - 74        | 28   |
| 1946/47            | 9                  | 28    | 10       | 5     | 13      | 53 - 65        | 25   |
| 1947/48            | 15                 | 28    | 6        | 7     | 15      | 41 - 62        | 19   |
| 1948/49            | 5                  | 28    | 12       | 6     | 10      | 58 - 44        | 30   |
| 1949/50            | 5                  | 26    | 11       | 6     | 9       | 50 - 49        | 28   |
| Всього (7 сезонів) | Всього (7 сезонів) | 183   | 76       | 33    | 74      | 406 - 393      | 185  |

## Найвідоміші гравці
- Луїс Регейро — відомий по виступам за «Реал» (Мадрид), збірні Іспанії та Країни Басків.
- Роберто Абальяй — найкращий бомбардир сезону 1944/45 — 40 голів.
- Нандо Гарсія[de] — відомий по виступам за «Барселону», «Расінг» (Сантандер) і збірну Іспанії.